# Raúl Aredes
Raúl Heriberto Aredes Aguilera (San Miguel de Tucumán, Provincia de Tucumán, Argentina; 14 de diciembre de 1965) es un exfutbolista y actual director técnico argentino. Jugaba como mediocampista ofensivo o enganche y su primer equipo fue Atlético Tucumán, club donde también se retiró y en donde inició su carrera como entrenador.
Actualmente es uno de los asistentes de Juan Manuel Azconzábal en Atlético Tucumán.

## Trayectoria

### Atlético Tucumán
Debutó el 31 de julio de 1983 en la primera división de Atlético Tucumán a los 18 años. Fue una de las figuras del equipo que logró el campeonato del interior de 1987 donde Atlético Tucumán logró el campeonato y el ascenso al Nacional B. Aredes marcó los dos goles con los que el conjunto decano venció a Sarmiento de Chaco en la final. En el Torneo Nacional B 1987/88 fue el goleador de Atlético con 17 tantos, ocupando la tercera posición en la tabla general de goleadores del torneo.

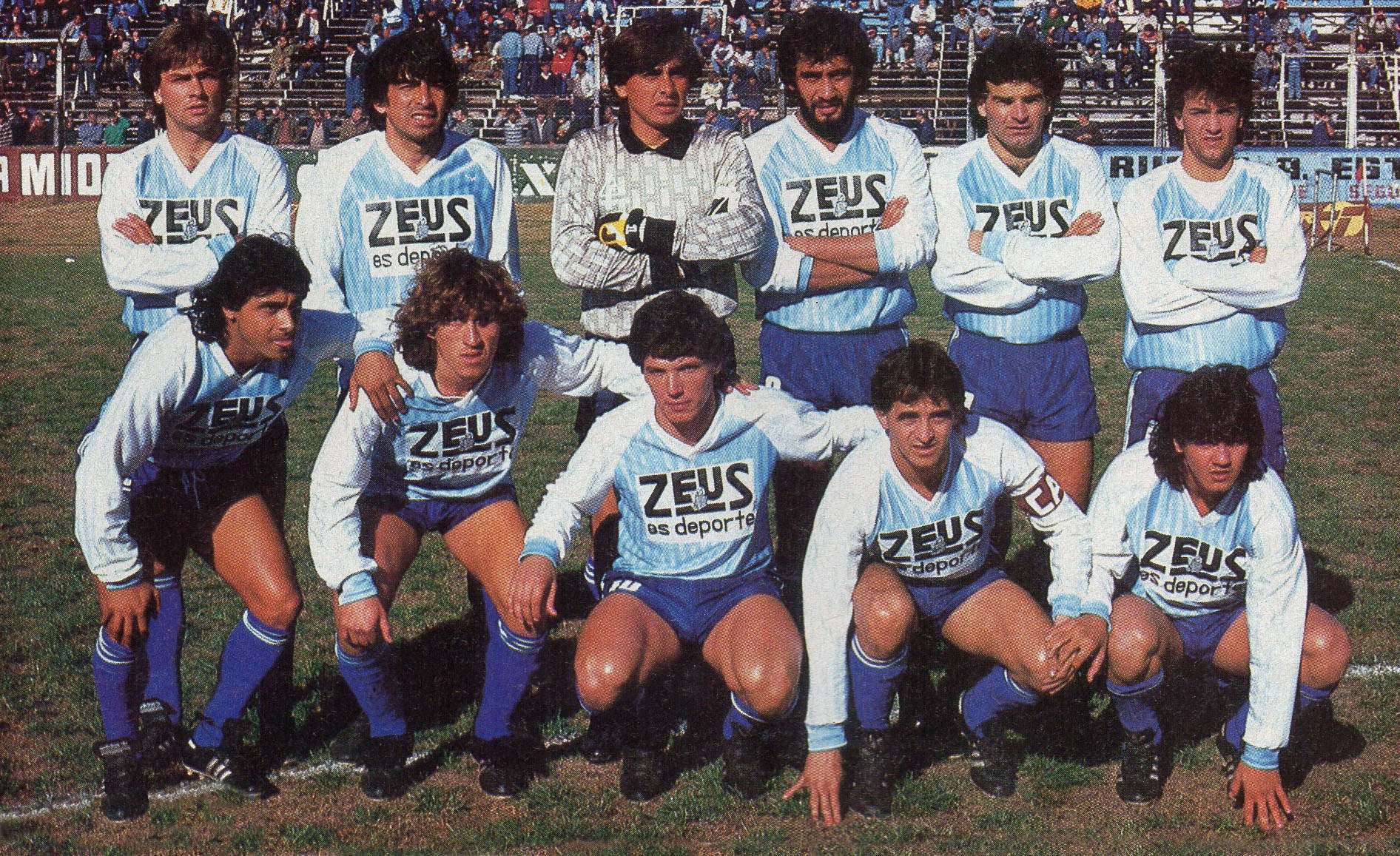
Formación de Atlético Tucumán 1987.

El equipo de Atlético Tucumán￼ que ascendió al Nacional B

### Unión (SF)
En 1989 es transferido a Unión de Santa Fe

### Estudiantes
al año siguiente a Estudiantes de La Plata. 

### Deportivo Cali
En 1992 tuvo su primera experiencia en el extranjero, al fichar en el Deportivo Cali de Colombia, equipo en donde estuvo un año y medio.

### Universidad de Chile
En 1994 llegó a Chile para defender a Universidad de Chile, uno de los grandes del país que llevaba 25 años sin ser campeón. Ahí formó una gran dupla con Marcelo Salas, el “Matador”, quién daba sus primeros pasos como profesional.
Fue pieza fundamental del equipo que terminaría con la sequía de títulos de la “U”, levantando la Copa de Campeonato Nacional de 1994,tras una dura disputa con su clásico rival, Universidad Católica.
A pesar de su corto paso por el Club (una temporada), Aredes se transformó en ídolo de la hinchada universitaria, por ser pieza clave en el logro obtenido. Aredes, además, es recordado como uno de los mejores diez de la historia del conjunto azul.

### Monterrey
Posteriormente se va a México para jugar en Monterrey, donde estuvo 2 años, siendo partícipe de aquel mítico partido donde los Rayados mandaron al descenso al otro equipo de la ciudad, él fue parte clave en aquel partido, al poner el centro para el primer gol de Sergio Verdirame.

### La Serena
En 1997 vuelve a Chile, pero esta vez para jugar en Deportes La Serena, equipo en que estuvo por un semestre.

### San Martín de San Juan
En el segundo semestre del mismo año vuelve a su país para fichar en San Martín de San Juan.

### Atlético Tucumán
Finalmente vuelve a Atlético Tucumán, para terminar su carrera en el club que lo vio nacer y donde es uno de los principales ídolos de su historia. 
Con la camiseta de Atlético Tucumán disputó 164 partidos y marcó 41 tantos, siendo el 13.º goleador de los últimos 60 años de la historia del club.

### Director Técnico
Tras su retiro como futbolista profesional fue director técnico de Atlético Tucumán en tres períodos: 2001/02, 2002/03 y 2005/06. 

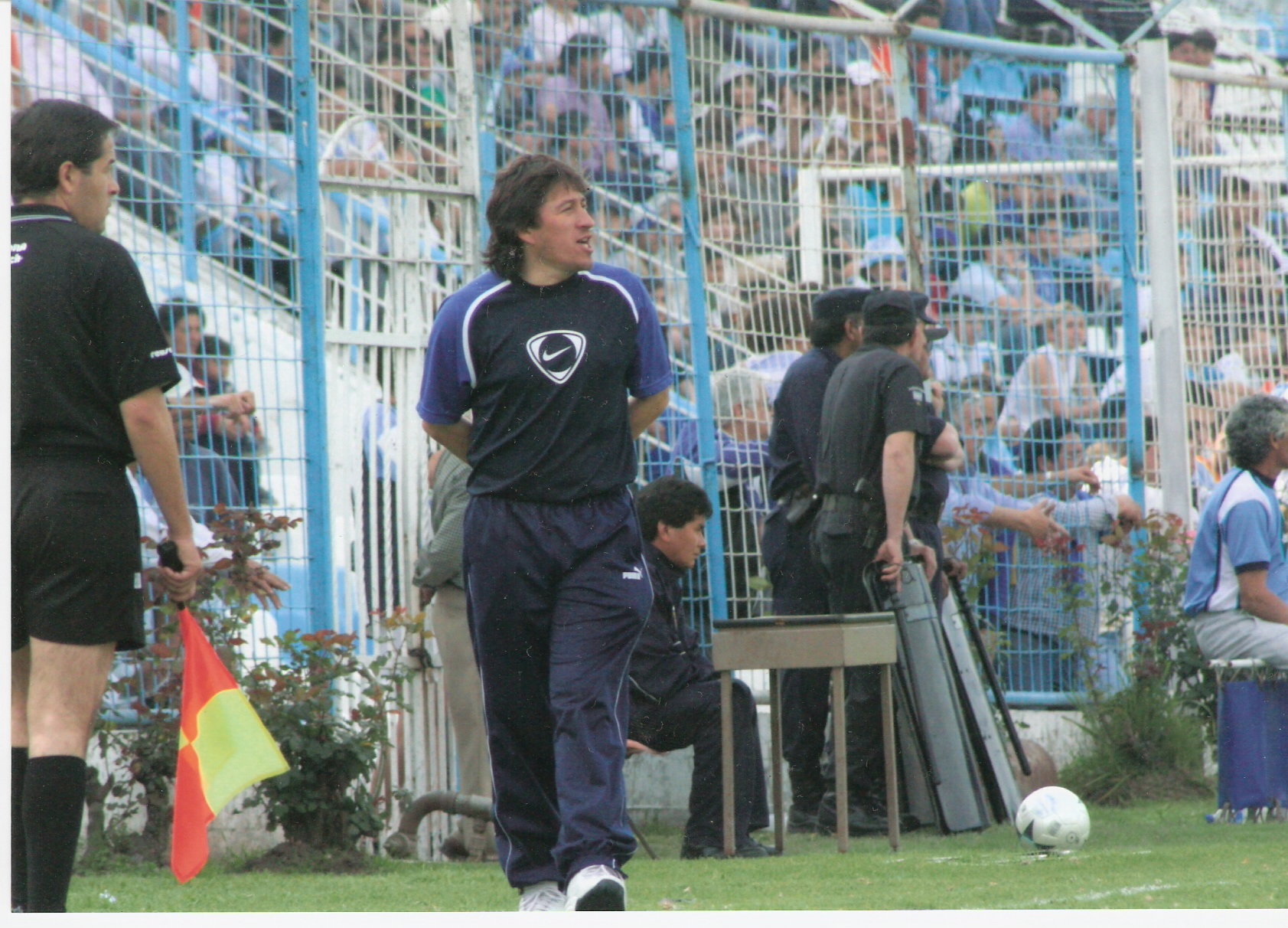
Dirigiendo al primer equipo de Club Atlético Tucumán.

También dirigió a Central Norte de Salta, La Florida de Tucumán, Mitre de Santiago del Estero en dos etapas y Vélez de San Ramón.
Fue ayudante de campo de Carlos González en Unión Temuco de Chile, y de Juan Manuel Azconzábal en Atlético Tucumán y Huracán.

### Gerente Deportivo
En 2018 asumió como gerente deportivo de Deportes Temuco de Chile.

## Clubes

### Como jugador
| Club                    | País      | Año       |
| ----------------------- | --------- | --------- |
| Atlético Tucumán        | Argentina | 1983-1989 |
| Unión de Santa Fe       | Argentina | 1989-1990 |
| Estudiantes de La Plata | Argentina | 1990-1992 |
| Deportivo Cali          | Colombia  | 1992-1993 |
| Universidad de Chile    | Chile     | 1994      |
| Monterrey               | México    | 1995-1996 |
| Deportes La Serena      | Chile     | 1997      |
| San Martín de San Juan  | Argentina | 1997-1998 |
| Atlético Tucumán        | Argentina | 1998-2001 |

### Como asistentetécnico
| Club              | País      | Año       |
| ----------------- | --------- | --------- |
| Unión Temuco      | Chile     | 2011      |
| Atlético Tucumán  | Argentina | 2016      |
| Huracán           | Argentina | 2017      |
| Unión de Santa Fe | Argentina | 2020-2021 |
| Atlético Tucumán  | Argentina | 2022      |

### Como entrenador
| Club                         | País      | Año       |
| ---------------------------- | --------- | --------- |
| Atlético Tucumán             | Argentina | 2001      |
| Atlético Tucumán             | Argentina | 2002-2003 |
| Atlético Tucumán             | Argentina | 2005-2006 |
| Central Norte de Salta       | Argentina | 2007      |
| La Florida                   | Argentina | 2007      |
| Mitre de Santiago del Estero | Argentina | 2011-2013 |
| Mitre de Santiago del Estero | Argentina | 2013-2014 |
| Vélez de San Ramón           | Argentina | 2015      |

## Palmarés

### Como jugador

#### Campeonatos nacionales
| Título              | Club                 | País      | Año  |
| ------------------- | -------------------- | --------- | ---- |
| Torneo del Interior | Atlético Tucumán     | Argentina | 1987 |
| Primera División    | Universidad de Chile | Chile     | 1994 |

### Distinciones individuales

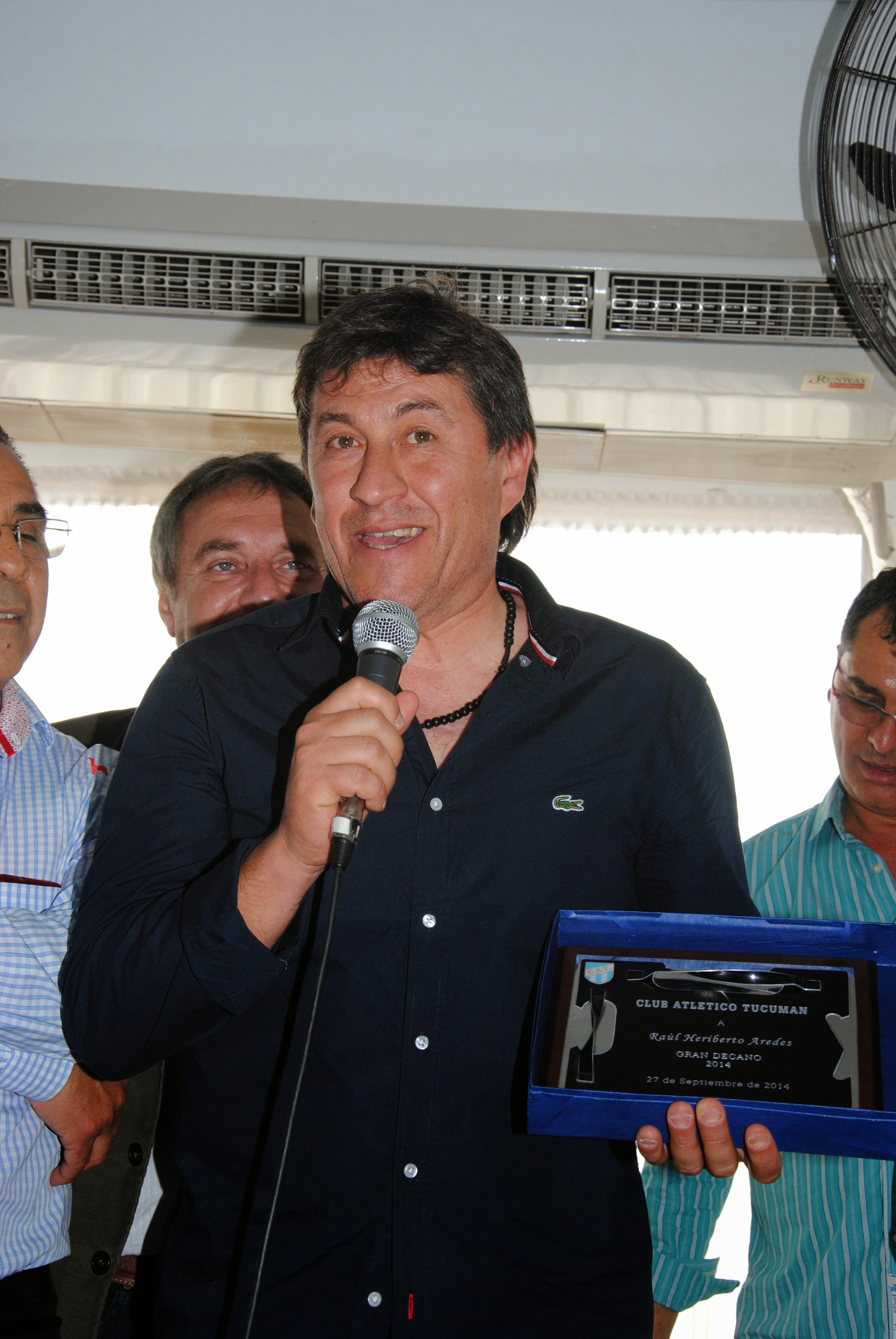
Premio Gran Decano Club Atlético Tucumán

| Distinción                                                                              | Año  |
| --------------------------------------------------------------------------------------- | ---- |
| Incluido dentro de las 50 mejores figuras históricas de Universidad de Chile por AS.com | 2016 |
| Homenajeado con el premio Gran Decano del Club Atlético Tucumán                         | 2014 |